# Bonifacy IV
Bonifacy IV OSB (ur. ok. 550 w Marsi w Italii, zm. 8 maja 615 w Rzymie) – święty Kościoła katolickiego, 67. papież w okresie od 25 sierpnia 608 do 8 maja 615.

## Życiorys
Urodził się jako syn Jana, lekarza. Za pontyfikatu Grzegorza I sprawował funkcję diakona. Po wyborze na papieża został zmuszony do dziesięciomiesięcznego oczekiwania na zatwierdzenie go przez cesarza Fokasa.
Bonifacy IV, jako pierwszy papież, nakazał 13 maja 609 zamienić pogańską świątynię (Panteon w Rzymie) na kościół (Santa Maria ad Martyres). Wprowadził obowiązkowe święcenia kapłańskie dla zakonników, popierał życie mnisze i zamienił swój dom w Rzymie w klasztor. W czasie swojej posługi w Rzymie panował głód, jednak dzięki dobrym stosunkom papieża z cesarzami, zdołał on wynegocjować pomoc.
Za jego pontyfikatu zaczęto najprawdopodobniej obchodzić Dzień Wszystkich Świętych w kościołach wschodnich, ale nie było to jeszcze oficjalne święto.
Bonifacy IV został pochowany w bazylice św. Piotra w Rzymie.
Jego wspomnienie liturgiczne w Kościele katolickim obchodzone jest 8 maja.